# Междугранки
Междугранки — упразднённый населённый пункт в Зиминском районе Иркутской области на территории Зулумайского сельского поселения.

## История
Участок Междугранки был основан поляками как посёлок ЛПЗ в начале XX века. По данным на 1966 год, посёлок Междугранки входил в состав Зулумайского сельсовета. Населённый пункт пришёл в упадок с закрытием узкоколейной железной дороги, по которой возили лес из предгорий Саян, несмотря на то, что расстояние от Междугранок до этой дороги составляет более 18 км.

## Население
| 2002 | 2010 | 2011 | 2012 |
| ---- | ---- | ---- | ---- |
| 0    | →0   | →0   | →0   |

В мае 2014 года участок Междугранки был упразднён по причине отсутствия в последнем постоянного населения, имущества граждан и отсутствия оснований для восстановления в ближайшие годы.

## Память
12 июля 2016 года в селе Басалаевка был установлен поклонный крест в память об исчезнувших населённых пунктах Междугранки, а также Голтэй 1-й, Голтэй 2-й, Кувардинск, Ленковский, Тамаринский, Толмачево и их жителях, похороненных на заброшенных кладбищах.